# Saint-Bernard (Haut-Rhin)
Pour les articles homonymes, voir Saint-Bernard.
Saint-Bernard est une commune de la couronne périurbaine de Mulhouse située dans la circonscription administrative du Haut-Rhin et, depuis le 1er janvier 2021, dans le territoire de la Collectivité européenne d'Alsace, en région Grand Est. 
Cette commune se trouve dans la région historique et culturelle d'Alsace.

## Géographie

### Localisation
La commune de Saint-Bernard est située à l'extrémité Nord du Sundgau, au Sud de l'agglomération de Mulhouse, dans l'arrondissement et le canton d'Altkirch. Le territoire de la commune est situé en zone vallonnée, qui alterne des secteurs de forêts (à son extrême Sud), avec des prairies d’élevage (au centre) baignées par les eaux de la rivière Largue, affluent de la principale rivière d'Alsace, l'Ill, et des cultures agricoles, dont le maïs et le blé (au Nord).
|              | Bernwiller    | Spechbach  |
| Balschwiller | Saint-Bernard | Spechbach  |
| Eglingen     | Carspach      | Heidwiller |

### Hydrographie

#### Réseau hydrographique
La commune est dans le bassin versant du Rhin au sein du bassin Rhin-Meuse. Elle est drainée par le canal du Rhône au Rhin, la Largue, le ruisseau de l'Étang de Marbach et le ruisseau l'Allmendgraben,,.
Le canal du Rhône au Rhin est un canal français qui relie la Saône, affluent navigable du Rhône, au Rhin, par la vallée du Doubs et son prolongement en Haute Alsace jusqu'à Niffer sur le Rhin, un autre prolongement rejoignant Strasbourg par la canalisation de l'Ill.
La Largue, d'une longueur de 51 km, prend sa source dans la commune de Oberlarg et se jette  dans l'Ill à Illfurth, après avoir traversé 28 communes. Les caractéristiques hydrologiques de la Largue sont données par la station hydrologique située sur la commune de Spechbach. Le débit moyen mensuel est de 2,51 m3/s. Le débit moyen journalier maximum est de 70,6 m3/s, atteint lors de la crue du 9 août 2007. Le débit instantané maximal est quant à lui de 150 m3/s, atteint le même jour.

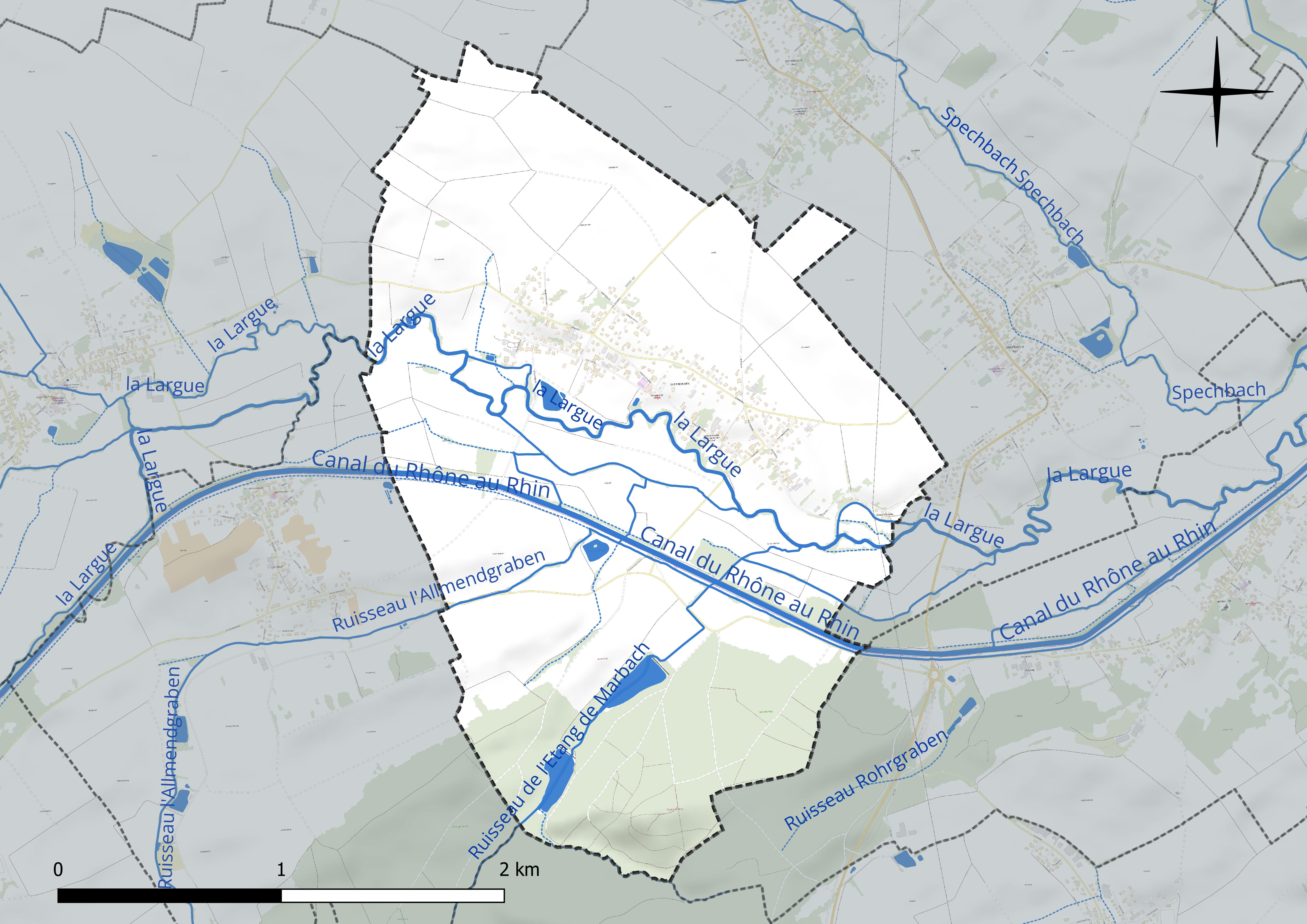
Réseau hydrographique de Saint-Bernard.

Un plan d'eau complète le réseau hydrographique : Marbachweiher (2,3 ha),.

#### Gestion et qualité des eaux
Le territoire communal est couvert par le schéma d'aménagement et de gestion des eaux (SAGE) « Largue ». Ce document de planification concerne le bassin versant de la Largue et une zone située à l'ouest du périmètre (la région de Montreux). Ce territoire s'étend sur 385 km2. Le périmètre a été arrêté le 4 mars 1996 et le SAGE proprement dit a été approuvé le 24 septembre 1999 puis révisé le 17 mai 2016. La structure porteuse de l'élaboration et de la mise en œuvre est le Syndicat mixte pour l'aménagement et la renaturation du bassin versant de la Largue et du secteur de Montreux, qui a évolué en Epage le 1er janvier 2018, sous le nom de Epage Largue. 
La qualité des cours d’eau peut être consultée sur un site dédié géré par les agences de l’eau et l’Agence française pour la biodiversité. 

### Climat
Pour des articles plus généraux, voir Climat du Grand Est et Climat du Haut-Rhin.
En 2010, le climat de la commune est de type climat des marges montargnardes, selon une étude du Centre national de la recherche scientifique s'appuyant sur une série de données couvrant la période 1971-2000. En 2020, Météo-France publie une typologie des climats de la France métropolitaine dans laquelle la commune est exposée à un climat semi-continental et est dans la région climatique  Vosges, caractérisée par une pluviométrie très élevée (1 500 à 2 000 mm/an) en toutes saisons et un hiver rude (moins de 1 °C). 
Pour la période 1971-2000, la température annuelle moyenne est de 10,2 °C, avec une amplitude thermique annuelle de 17,8 °C. Le cumul annuel moyen de précipitations est de 731 mm, avec 9,4 jours de précipitations en janvier et 9,5 jours en juillet. Pour la période 1991-2020, la température moyenne annuelle observée sur la station météorologique de Météo-France la plus proche, « Carspach », sur la commune de Carspach à 6 km à vol d'oiseau, est de 11,0 °C et le cumul annuel moyen de précipitations est de 827,7 mm. 
La température maximale relevée sur cette station est de 38,1 °C, atteinte le 4 août 2022 ; la température minimale est de −17,7 °C, atteinte le 5 février 2012,,. 
Les paramètres climatiques de la commune ont été estimés pour le milieu du siècle (2041-2070) selon différents scénarios d'émission de gaz à effet de serre à partir des nouvelles projections climatiques de référence DRIAS-2020. Ils sont consultables sur un site dédié publié par Météo-France en novembre 2022.

## Urbanisme

### Typologie
Au 1er janvier 2024, Saint-Bernard est catégorisée commune rurale à habitat dispersé, selon la nouvelle grille communale de densité à sept niveaux définie par l'Insee en 2022.
Elle est située hors unité urbaine. Par ailleurs la commune fait partie de l'aire d'attraction de Mulhouse, dont elle est une commune de la couronne,. Cette aire, qui regroupe 132 communes, est catégorisée dans les aires de 200 000 à moins de 700 000 habitants,.

## Toponymie
Le nom de cette commune correspond au saint patron de l'église paroissiale, commune aux deux anciens villages (Saint-Bernard de Claivaux). 
- Enschingen [ɛnʃiŋən] : Aenschossingen (1151) ; Anschotzingen (XIIe siècle) ; Enschissingen, Einschissingen, Einsingen, Einsigen, Enschin (1420 à 1490) ; Engsing (1576) ; Entschingen (1793) ; Euschingen (1801).
- Brinighoffen [bʁinikofən] : Bruonichove (1216) ; Brunkofen (1312) ; Breunigkhouen (1581) ; Brinninghofen (XVIIe siècle).

## Histoire
La commune actuelle de Saint-Bernard est créée le 1er août 1972 par fusion des anciennes communes de Enschingen et de Brinighoffen. A la fusion le siège de la mairie est installée dans le bâtiment de la mairie-école d'Enschingen, dont la commune nouvelle a repris le code INSEE. 
Brinighoffen apparaît en l’an 1192, année où le pape Célestin III confirma au chapitre de Saint-Amarin toutes ses possessions, entre autres la « curtis Brunkofen ». Un peu plus tard, en 1216, ce domaine est appelé « Bruonichove », nom qui signifie « ferme d’un nommé Brunic ». La famille noble de Brinighoffen habitait un château situé sur la rive gauche de la Largue.  
Encore aujourd'hui l'ancienne limite entre les deux villages est visible, à proximité de la nouvelle mairie construite presque en limite des deux ex-communes, même si elle a tendance à s'atténuer avec la construction de nouvelles maisons.
Les deux villages avaient de longue date certaines structures conjointes : 1 seule paroisse avec église et cimetière communs, corps de sapeurs-pompiers, école.
Les deux villages, situés sur la 1re ligne de front lors du conflit 1914 - 1918, furent entièrement détruits (les habitants avaient été évacués par les autorités allemandes à la déclaration de guerre ; cette destruction explique qu'il ne reste quasiment aucun vestige patrimonial, même l'église fut totalement reconstruite. 
Les deux communes ont été décorées à ce titre également, le 2 novembre 1921, de la croix de guerre 1914-1918.

## Politique et administration

### Liste des maires
| Période                                  | Période                   | Identité                                      | Étiquette | Qualité |
| ---------------------------------------- | ------------------------- | --------------------------------------------- | --------- | ------- |
| -                                        | 1995                      | Raymond Siegrist                              | SE        | Maire   |
| 1995                                     | 2008                      | Paul Munch                                    | SE        | Maire   |
| 2008                                     | En cours (au 31 mai 2020) | Bertrand Ivain Réélu pour le mandat 2020-2026 | SE        | Maire   |
| Les données manquantes sont à compléter. |                           |                                               |           |         |

### Finances communales

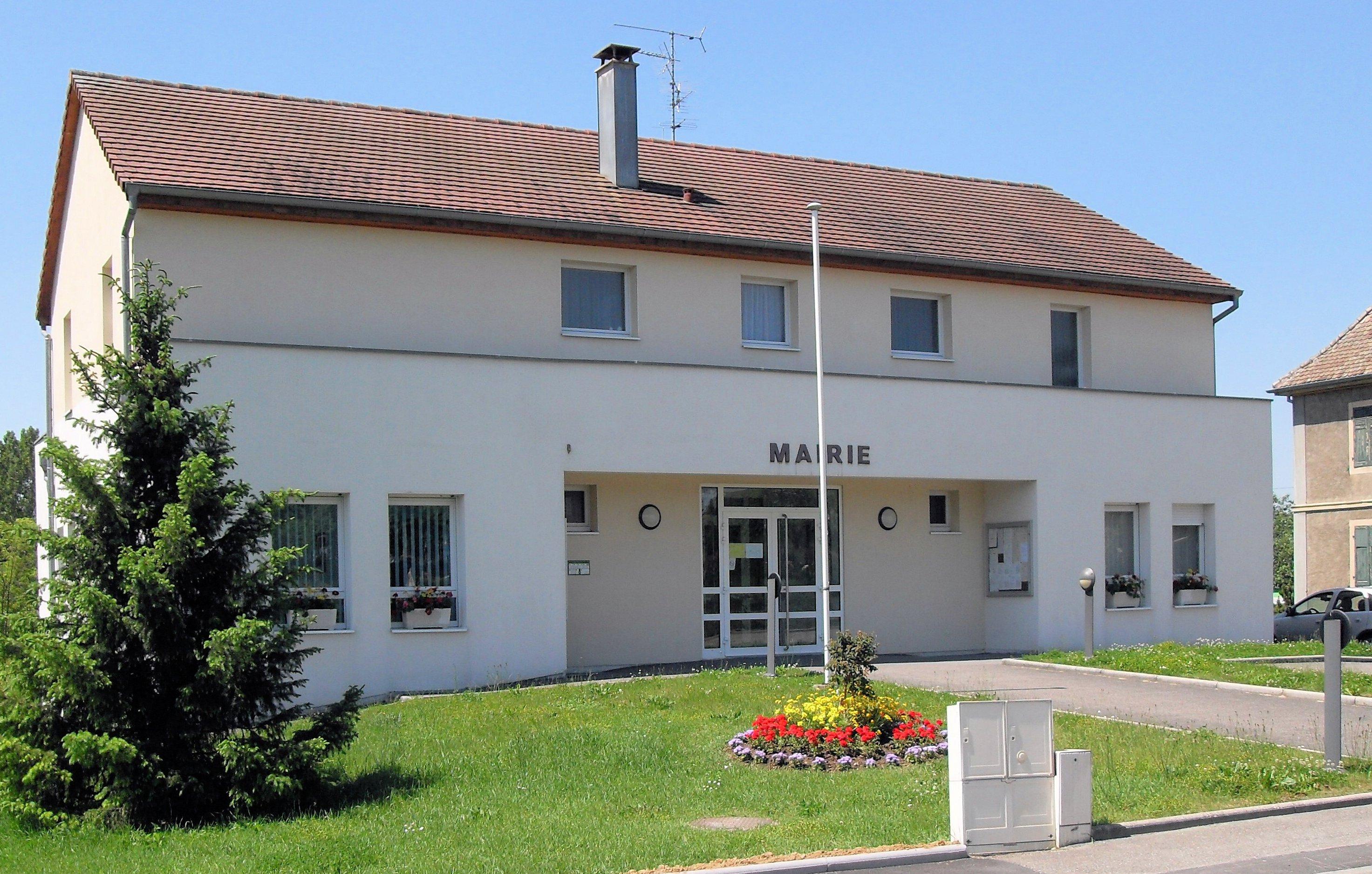
La mairie.

En 2015, le budget de la commune était constitué ainsi :
- total des produits de fonctionnement : 336 000 €, soit 624 € par habitant ;
- total des charges de fonctionnement : 274 000 €, soit 508 € par habitant ;
- total des ressources d'investissement : 87 000 €, soit 161 € par habitant ;
- total des emplois d'investissement : 55 000 €, soit 101 € par habitant ;
- endettement : 263 000 €, soit 488 € par habitant.

Avec les taux de fiscalité suivants :
- taxe d'habitation : 13,17 % ;
- taxe foncière sur les propriétés bâties : 10,10 % ;
- taxe foncière sur les propriétés non bâties : 50,30 % ;
- taxe additionnelle à la taxe foncière sur les propriétés non bâties : 50,60 % ;
- cotisation foncière des entreprises : 19,22 %.

## Population et société

### Démographie
L'évolution du nombre d'habitants est connue à travers les recensements de la population effectués dans la commune depuis 1793. Pour les communes de moins de 10 000 habitants, une enquête de recensement portant sur toute la population est réalisée tous les cinq ans, les populations de référence des années intermédiaires étant quant à elles estimées par interpolation ou extrapolation. Pour la commune, le premier recensement exhaustif entrant dans le cadre du nouveau dispositif a été réalisé en 2006.

En 2022, la commune comptait 597 habitants, en évolution de +6,99 % par rapport à 2016 (Haut-Rhin : +0,66 %, France hors Mayotte : +2,11 %).
| 1793 | 1800 | 1806 | 1821 | 1831 | 1836 | 1841 | 1846 | 1851 |
| ---- | ---- | ---- | ---- | ---- | ---- | ---- | ---- | ---- |
| 148  | 150  | 145  | 185  | 182  | 221  | 219  | 219  | 212  |

| 1856 | 1861 | 1866 | 1871 | 1875 | 1880 | 1885 | 1890 | 1895 |
| ---- | ---- | ---- | ---- | ---- | ---- | ---- | ---- | ---- |
| 204  | 198  | 190  | 211  | 202  | 213  | 233  | 227  | 200  |

| 1900 | 1905 | 1910 | 1921 | 1926 | 1931 | 1936 | 1946 | 1954 |
| ---- | ---- | ---- | ---- | ---- | ---- | ---- | ---- | ---- |
| 188  | 178  | 165  | 113  | 142  | 148  | 145  | 148  | 147  |

| 1962 | 1968 | 1975 | 1982 | 1990 | 1999 | 2006 | 2011 | 2016 |
| ---- | ---- | ---- | ---- | ---- | ---- | ---- | ---- | ---- |
| 168  | 163  | 319  | 361  | 382  | 472  | 462  | 523  | 558  |

| 2021 | 2022 | - | - | - | - | - | - | - |
| ---- | ---- | - | - | - | - | - | - | - |
| 588  | 597  | - | - | - | - | - | - | - |

## Culture locale et patrimoine

### Lieux et monuments
- L'église de Saint-Bernard[28].  L'église actuelle totalement détruite au cours de la Première Guerre mondiale, a été intégralement reconstruite au retour de l'Alsace à la France[29], sur le modèle très proche à celle d'Eglingen, qui lui fait presque face à moins de 3 km, et qui a aussi été reconstruite à l'époque.

La peinture de son plafond, réalisée par Alfred Mangold aux environs de 1925, s'inspire de La croisade prêchée par St-Bernard de Johann von Schraudolph, qu'on peut admirer dans la cathédrale de Spire (Allemagne). Ici les modèles des personnages du tableau sont des enfants et des gens du village ; ainsi St-Bernard est représenté sous les traits du prêtre de l'époque, Charles Brun.
Les huit vitraux de l'église représentent les huit béatitudes. À partir de la gauche vers le fond de l'église, le 5e vitrail, Heureux les miséricordieux, représente Sainte-Odile qui nourrit et soigne les pauvres.
L'orgue est d'Edmond-Alexandre Roethinger, 1927.
Le 2 novembre 2009, il a été procédé à l'inauguration du presbytère rénové ;
- Les monuments commémoratifs[33] ;
- Les Croix de chemin[34],[35],[36],[37] ;
- L'ancienne maison de garde, l'un des rares vestiges d'avant la Première Guerre mondiale, situé 23 rue l'Eglise
- La source de Saint-Bernard prend son élan sous l'église, pour alimenter deux étangs un peu plus bas ;
- Les meules ribes et foulon à l'entrée du village Sud (rue de la Largue), sont des vestiges du Moulin du Milieu ;
- L'ancien lavoir de Brinighoffen, situé juste à côté des meules.

### Héraldique
| Blason de Saint-Bernard | Les armes de Saint-Bernard se blasonnent ainsi : « De gueules chapé-ployé d'argent, au chef d'azur chargé de trois besants d'or. » |